# Calvin Harris (football)
Calvin Harris, né le 20 mars 2000 à Middlesbrough au Royaume-Uni, est un footballeur anglais. Il joue au poste d'ailier gauche aux Colorado Rapids.

## Biographie

### Jeunesse et formation
Calvin Harris commence à jouer au football à l'âge de cinq ans et déménage à Hong Kong à l'âge de dix ans.
Il joue dans les équipes de jeunes du Hong Kong FC. Par la suite, il quitte Hong Kong pour s'entraîner à l'Asia-Pacific Football Academy. À l'âge de 14 ans, il obtient une bourse pour rejoindre le centre de formation du club néo-zélandais de Wellington Phoenix. Il fait ses débuts avec l'équipe senior à l'âge de 16 ans lors de la Sisters City Cup 2017 contre le Beijing BG. Il représente ensuite les Phoenix lors des HKFC Soccer Sevens (en) en 2016, 2017 et 2018.
Alors qu'il est libre de participer à des matchs amicaux pour Wellington Phoenix, il ne peut jouer dans les compétitions organisées avant d'avoir 18 ans en raison des lois de la FIFA interdisant les transferts internationaux de mineurs. En 2018, après avoir atteint l'âge de 18 ans, il joue finalement pour la réserve de Wellington Phoenix dans le championnat néo-zélandais. Il y inscrit deux buts en six matchs. Les Phoenix décident de ne pas lui faire signer de contrat avec l'équipe première du club d'A-League, car son absence de passeport néo-zélandais signifie que le club aurait dû utiliser l'un de leurs cinq visas de joueurs étrangers.

### Parcours universitaire
En 2019, il s'engage auprès des Demon Deacons de l'université de Wake Forest. En première année, il participe à 23 matchs pour Wake Forest et inscrit six buts. Il est également nommé dans l'équipe-type freshman de l'Atlantic Coast Conference. 
Lors de sa deuxième année avec Wake Forest, il participe aux neuf matchs de la saison, qui est écourtée en raison de la pandémie de Covid-19 aux États-Unis. Il est nommé co-joueur offensif de la semaine pour la semaine du 21 au 27 septembre, et remporte le prix une deuxième fois plus tard. En 32 rencontres, Calvin Harris inscrit 10 buts et 5 passes décisives avec les Demon Deacons de Wake Forest.

### En club

#### FC Cincinnati
Il signe un contrat Génération Adidas avec la Major League Soccer, avant le repêchage universitaire de la Major League Soccer, où il est sélectionné en deuxième position par le FC Cincinnati. Il fait ses débuts en Major League Soccer le 14 avril 2021 lors d'un match nul 2-2 contre le Nashville SC. Il inscrit son premier but, le 5 mai 2022, contre le Toronto FC.

#### Rapids du Colorado
Le 21 décembre 2022, il est transféré aux Rapids du Colorado en échange de 200 000 dollars d'allocation monétaire générale, avec potentiellement 175 000 dollars supplémentaires,.
Il fait ses débuts avec son nouveau club, le 18 mai 2023 face à Atlanta United. Son équipe s'incline lourdement 4-0.